# Плъховете в стените
„Плъховете в стените“ (на английски: The Rats in the Walls) е разказ, написан от Хауърд Лъвкрафт през август-септември 1923 година и публикуван за първи път в списанието „Weird Tales“ през март 1924 година.
В България разказът е публикуван през 2002 г., като част от сборника „Шепнещият в тъмнината“ на издателство „Орфия“.

## Сюжет
Внимание:  Текстът по-долу разкрива сюжета на произведението (или части от него)!
Героят на разказа е американец, потомък на древния английски род Де ла Поър. След смъртта на сина си, ранен по време на Първата световна война, откупва родовия замък на своите предци, и решава да го възстанови и да се установи в Англия. Замъкът има мрачна слава още от Средновековието, и след местните жители все още са запазени страховити легенди за семейство Де ла Поър и неговия дом.
Въпреки трудностите замъкът е възстановен и последният Де ла Поър се настанява да живее в него. Удава му се обаче да изкара спокойно едва няколко дни, след което внезапно всички котки в замъка започват да се държат неспокойно, а и самият стопанин започва да чува нощем странни шумове от стените, сякаш причинени от движението на множество плъхове.
Тогава той заминава за Лондон и довежда оттам екип от професионални учени археолози, с помощта на които да изследва подземията на замъка. В подземията археолозите правят зловещи открития: оказва се, че предците на Де ла Поър са замесени в древен и ужасяващ култ, свързан с канибализъм — изяждане на хора, които в продължение на столетия се отглеждат като добитък в подземните катакомби. Узнавайки страшната истина, главният герой губи разсъдъка си…